# Natalin
Natalin [pronunciación en polaco: /naˈtalin/] es un pueblo en el distrito administrativo de Gmina Pniewy, dentro del Distrito de Grójec, Voivodato de Mazovia, en el centro-este de Polonia. Se encuentra aproximadamente 5 kilómetros al noroeste de Pniewy, 15 kilómetros al noroeste de Grójec, y 37 kilómetros al sudoeste de Varsovia.